# Siemianice (przystanek kolejowy)
Siemianice – nieistniejący już przystanek kolejowy w Siemianicach, w województwie pomorskim, w Polsce.